# Markowice Raciborskie Wąskotorowe
Markowice Raciborskie Wąskotorowe – istniejąca w latach 1902-1991 wąskotorowa stacja kolejowa oraz ładownia publiczna w Raciborzu, w dzielnicy Markowice, w województwie śląskim, w Polsce. Stacja była zlokalizowana przy stacji kolei normalnotorowej Racibórz Markowice, w kilometrze 61,67 linii Bytom Karb Wąskotorowy – Markowice Raciborskie Wąskotorowe i w kilometrze 0 linii Markowice Raciborskie Wąskotorowe – Ratibor Plania.